# Élections législatives de 1978 en Haute-Corse
Les élections législatives françaises de 1978 se déroulent les 12 et 19 mars 1978. Dans le département de la Haute-Corse, deux députés sont à élire dans le cadre de deux circonscriptions.

## Élus
| Circonscription | Député sortant     | Parti              | Parti              | Député élu ou réélu | Parti | Parti |
| --------------- | ------------------ | ------------------ | ------------------ | ------------------- | ----- | ----- |
| 1re             | Nouvellement créée | Nouvellement créée | Nouvellement créée | Pierre Giacomi      |       | RPR   |
| 2e              | Nouvellement créée | Nouvellement créée | Nouvellement créée | Pierre Pasquini     |       | RPR   |

## Résultats

### Résultats à l'échelle du département
| Parti          | Parti                                       | Premier tour | Premier tour | Second tour | Second tour | Sièges |
| Parti          | Parti                                       | Voix         | %            | Voix        | %           | Sièges |
| -------------- | ------------------------------------------- | ------------ | ------------ | ----------- | ----------- | ------ |
|                | Rassemblement pour la République            | 23 470       | 29,96        | 43 624      | 51,99       | 2      |
|                | Union pour la démocratie française          | 8 099        | 10,34        | Retrait     | Retrait     | 0      |
|                | Centre national des indépendants et paysans | 7 459        | 9,52         | Retrait     | Retrait     | 0      |
|                | Majorité présidentielle                     | 39 028       | 49,82        | 43 624      | 51,99       | 2      |
|                |                                             |              |              |             |             |        |
|                | Mouvement des radicaux de gauche            | 20 790       | 26,54        | 40 287      | 48,01       | 0      |
|                | Parti communiste français                   | 12 948       | 16,53        | Retrait     | Retrait     | 0      |
|                | Parti socialiste                            | 4 236        | 5,41         |             |             | 0      |
|                | Union de la gauche                          | 37 974       | 48,48        | 40 287      | 48,01       | 0      |
|                |                                             |              |              |             |             |        |
|                | Divers écologiste                           | 1 332        | 1,70         |             |             | 0      |
|                |                                             |              |              |             |             |        |
| Inscrits       | Inscrits                                    | 115 625      | 100,00       | 115 751     | 100,00      | 2      |
| Abstentions    | Abstentions                                 | 36 123       | 31,24        | 30 214      | 26,1        |        |
| Votants        | Votants                                     | 79 502       | 68,76        | 85 537      | 73,9        |        |
| Blancs et nuls | Blancs et nuls                              | 1 168        | 1,47         | 1 626       | 1,9         |        |
| Exprimés       | Exprimés                                    | 78 334       | 98,53        | 83 911      | 98,1        |        |

### Résultats par circonscription

#### Première circonscription (Bastia)
| Candidat       | Candidat               | Parti             | Premier tour | Premier tour | Second tour | Second tour |  |
| Candidat       | Candidat               | Parti             | Voix         | %            | Voix        | %           |  |
| -------------- | ---------------------- | ----------------- | ------------ | ------------ | ----------- | ----------- |  |
|                | Pierre Giacomi élu     | RPR               | 12 844       | 31,18        | 23 477      | 51,90       |  |
|                | Jean Zuccarelli        | MRG               | 9 962        | 24,18        | 21 756      | 48,10       |  |
|                | Pierre Giudicelli      | PCF               | 8 953        | 21,73        | Retrait     | Retrait     |  |
|                | Marie-Jean Vinciguerra | UDF (PR)          | 8 099        | 19,66        | Retrait     | Retrait     |  |
|                | Lucie Molinelli        | Divers écologiste | 1 332        | 3,23         |             |             |  |
|                |                        |                   |              |              |             |             |  |
| Inscrits       | Inscrits               | Inscrits          | 59 901       | 100,00       | 59 901      | 100,00      |  |
| Abstentions    | Abstentions            | Abstentions       | 17 883       | 29,85        | 13 761      | 22,97       |  |
| Votants        | Votants                | Votants           | 42 018       | 70,15        | 46 140      | 77,03       |  |
| Blancs et nuls | Blancs et nuls         | Blancs et nuls    | 828          | 1,97         | 907         | 1,97        |  |
| Exprimés       | Exprimés               | Exprimés          | 41 190       | 98,03        | 45 233      | 98,03       |  |

#### Deuxième circonscription (Corte - Calvi)
| Candidat       | Candidat                | Parti          | Premier tour | Premier tour | Second tour | Second tour |  |
| Candidat       | Candidat                | Parti          | Voix         | %            | Voix        | %           |  |
| -------------- | ----------------------- | -------------- | ------------ | ------------ | ----------- | ----------- |  |
|                | François Giacobbi       | MRG            | 10 828       | 29,15        | 18 531      | 47,91       |  |
|                | Pierre Pasquini élu     | RPR            | 10 626       | 28,60        | 20 147      | 52,09       |  |
|                | François-Marie Geronimi | CNIP           | 7 459        | 20,08        | Retrait     | Retrait     |  |
|                | Vincent Carlotti        | PS             | 4 236        | 11,40        |             |             |  |
|                | Vincent Duriani         | PCF            | 3 995        | 10,75        |             |             |  |
|                |                         |                |              |              |             |             |  |
| Inscrits       | Inscrits                | Inscrits       | 54 412       | 100,00       | 54 541      | 100,00      |  |
| Abstentions    | Abstentions             | Abstentions    | 16 928       | 31,11        | 15 144      | 27,77       |  |
| Votants        | Votants                 | Votants        | 37 484       | 68,89        | 39 397      | 72,23       |  |
| Blancs et nuls | Blancs et nuls          | Blancs et nuls | 340          | 0,91         | 719         | 1,83        |  |
| Exprimés       | Exprimés                | Exprimés       | 37 144       | 99,09        | 38 678      | 98,17       |  |